# Списак ликова серије Династија (ТВ серија из 1981)

Династија је америчка телевизијска сапуница ударног термина која се емитовала на каналу АБЦ од 12. јануара 1981. године до 11. маја 1989. године. Творци серије су били Ричард и Естер Шапиро, а продуцент Арон Спелинг. Радња серије се вртела око породице Карингтон, богате породице из Денвера у Колораду.

## Преглед
| Лик                 | Глумац             | Сезоне    | Сезоне | Сезоне | Сезоне | Сезоне | Сезоне    | Сезоне    | Сезоне | Сезоне    | Сезоне |  |
| Лик                 | Глумац             | 1         | 2      | 3      | 4      | 5      | 6         | 7         | 8      | 9         | Н      |  |
| ------------------- | ------------------ | --------- | ------ | ------ | ------ | ------ | --------- | --------- | ------ | --------- | ------ |  |
| Блејк Карингтон     | Џон Форсајт        | Главни    | Главни | Главни | Главни | Главни | Главни    | Главни    | Главни | Главни    | Главни |  |
| Кристал Карингтон   | Линда Еванс        | Главни    | Главни | Главни | Главни | Главни | Главни    | Главни    | Главни | Главни    | Главни |  |
| Фалон Карингтон     | Памела Су Мартин   | Главни    | Главни | Главни | Главни |        |           |           |        |           |        |  |
| Фалон Карингтон     | Ема Самс           |           |        |        |        | Главни | Главни    | Главни    | Главни | Главни    | Главни |  |
| Клаудија Блајздел   | Памела Белвуд      | Главни    | Главни | Главни | Главни | Главни | Главни    |           |        |           |        |  |
| Стивен Карингтон    | Ал Корли           | Главни    | Главни |        |        |        |           |           |        |           | Главни |  |
| Стивен Карингтон    | Џек Колман         |           |        | Главни | Главни | Главни | Главни    | Главни    | Главни |           |        |  |
| Џеф Колби           | Џон Џејмс          | Главни    | Главни | Главни | Главни | Главни | Главни    | Главни    | Главни | Главни    | Главни |  |
| Мајкл Кулхејн       | Вејн Нортроп       | Главни    |        |        |        |        |           | Главни    |        |           |        |  |
| Линдзи Блајздел     | Кети Курцман       | Главни    |        |        |        |        |           |           |        |           |        |  |
| Волтер Ланкершим    | Дејл Робертсон     | Главни    |        |        |        |        |           |           |        |           |        |  |
| Метју Блајздел      | Бо Хопкинс         | Главни    |        |        |        |        |           | Гостујући | Главни |           |        |  |
| Сесил Колби         | Лојд Бохнер        | Епизодни  | Главни | Главни |        |        |           |           |        |           |        |  |
| Саманта Џозефин Дин | Хедер Локлир       |           | Главни | Главни | Главни | Главни | Главни    | Главни    | Главни | Главни    | Главни |  |
| Џозеф Андерс        | Ли Бергер          | Епизодни  | Главни | Главни | Главни |        |           |           |        |           |        |  |
| Алексис Карингтон   | Џоан Колинс        | Гостујући | Главни | Главни | Главни | Главни | Главни    | Главни    | Главни | Главни    | Главни |  |
| Николас Тоскани     | Џејмс Фарентино    |           | Главни |        |        |        |           |           |        |           |        |  |
| Адам Карингтон      | Гордон Томсон      |           |        | Главни | Главни | Главни | Главни    | Главни    | Главни | Главни    |        |  |
| Адам Карингтон      | Робин Сакс         |           |        |        |        |        |           |           |        |           | Главни |  |
| Семјуел Џенингс     | Џефри Скот         |           |        | Главни | Главни |        |           |           |        |           |        |  |
| Кирби Андерс        | Кетлин Белер       |           |        | Главни | Главни |        |           |           |        |           | Главни |  |
| Трејси Кендал       | Дебора Адер        |           |        |        | Главни |        |           |           |        |           |        |  |
| Фарнсворт Декстер   | Мајкл Нејдер       |           |        |        | Главни | Главни | Главни    | Главни    | Главни | Главни    |        |  |
| Питер де Вилбис     | Хелмут Бергер      |           |        |        | Главни |        |           |           |        |           |        |  |
| Доминик Деверо      | Дајен Керол        |           |        |        | Главни | Главни | Главни    | Главни    |        |           |        |  |
| Брејди Лојд         | Били Ди Вилијамс   |           |        |        |        | Главни |           |           |        |           |        |  |
| Аманда Карингтон    | Катарина Оксенберг |           |        |        |        | Главни | Главни    |           |        |           |        |  |
| Аманда Карингтон    | Карен Челини       |           |        |        |        |        |           | Главни    |        |           |        |  |
| Данијел Рис         | Рок Хадсон         |           |        |        |        | Главни |           |           |        |           |        |  |
| Ешли Мичел          | Али Мекгро         |           |        |        |        | Главни |           |           |        |           |        |  |
| Краљевић Мајкл      | Мајкл Пред         |           |        |        |        | Главни | Главни    |           |        |           |        |  |
| Џоел Абригор        | Џорџ Хамилтон      |           |        |        |        |        | Главни    |           |        |           |        |  |
| Џејсон Колби        | Чарлтон Хестон     |           |        |        |        |        | Главни    |           |        |           |        |  |
| Мајлс Колби         | Максвел Колфилд    |           |        |        |        |        | Главни    |           |        |           | Главни |  |
| Гарет Бојдстон      | Кен Хауард         |           |        |        |        |        | Главни    |           |        |           |        |  |
| Констанц Колби      | Барбара Стенвик    |           |        |        |        |        | Главни    |           |        |           |        |  |
| Касандра Морел      | Кејт О’Мара        |           |        |        |        |        | Главни    | Главни    |        |           |        |  |
| Клеј Фалмонт        | Тед Макгинли       |           |        |        |        |        | Главни    | Главни    |        |           |        |  |
| Бенџамин Карингтон  | Кристофер Казенов  |           |        |        |        |        | Главни    | Главни    |        |           |        |  |
| Лесли Карингтон     | Тери Гарбер        |           |        |        |        |        |           | Главни    | Главни |           |        |  |
| Сара Кертис         | Каси Јејтс         |           |        |        |        |        |           | Главни    |        |           |        |  |
| Дејна Воринг        | Лин Ханли          |           |        |        |        |        |           | Главни    | Главни | Главни    |        |  |
| Шон Андерс          | Џејмс Хили         |           |        |        |        |        |           |           | Главни | Гостујући |        |  |
| Сабел Колби         | Стефани Бичам      |           |        |        |        |        | Гостујући |           |        | Главни    |        |  |
| Моника Колби        | Трејси Скоџингс    |           |        |        |        |        | Гостујући |           |        | Главни    |        |  |
| Арлен Маршал        | Мајкл Брендон      |           |        |        |        |        |           |           |        |           | Главни |  |
| Џереми ван Дорн     | Жерон Крабе        |           |        |        |        |        |           |           |        |           | Главни |  |

## Главни ликови

### Линдзи Блајздел
Изворна серија
Линдзи Блајздел је Метјуова и Клаудијина осећајна ћерка у пубертету. Након што је још крхка Клаудија изашла из санаторијума, мајка и ћерка су покушале поново да се зближе. Повређена и трауматизована због недавних догађаја, Линдзи је додатно заокупљена породичним тешкоћама својих родитеља. Метју је напустио земљу са Линдзи након што је у епизоди „Исказ” открио Клаудијину прељубу са Стивеном. Клаудија је након тога чинила све што је било у њеној моћи − укључујући и ствари које јој су јој се чиниле презирним − да пронађе Линдзи. Касније се претпоставило да су Метју и Линдзи погинули у саобраћајној несрећи у перуанској прашуми. Метју је поменуо Кристал када се вратио 1987. године да је, иако је он преживео, Линдзи подлегла повредама које је задобила у несрећи.
Римејк
Линдзи се у римејку серије из 2017. године не појављује, а уместо ње, Клаудија је родила сина Метјуа млађег.

### Волтер Ланкершим
Изворна серија
Волтер Ланкершим је Метјуов дугогодишњи пријатељ. Волтер није прихватао мутне радње свог пословног противника Блејка већ је ушао у посао са Метјуом. Волтер се последњи пут појавио у епизоди „Батине”. Његова смрт запажена је у епизоди шесте сезоне „Предлог” (1985. године) у којој је оставио Клаудији своју и Метјуову прву нафтну бушотину "Ленкершим−Блејздел 1". Откриће да је бушотина сува и безвредна је изазвало Клаудији последњи живчани слом.
Римејк
У римејку из 2017. године се појављује лик Вилија Сантијага. Сали Патрик је рекла да је Вили прерађена варијанта Волтера Ланкершима, Метјуовог пријатеља и Блејковог противника из изворне серије.
Радник "Карингтон−Атлантика" Вили Сантијаго је био са својим другом Метјуом Блајзделом када је погинуо у сумњивом праску у епизоди „Једва те познадох”. Он је пијан напао Кристал за њену везу са Метјуом у епизоди „Певај” па му је јавно дала отказ како би одаљила новинаре од тешкоћа Карингтонових. У епизоди „Лично к'о циркус”, Вили је позвао Стивена, а он га је пронашао мртвог јер се наизглед убио. Стенсфилд је касније открио постојање опроштајне поруке у којој је Вили открио да је он крив за прасак у ком је погинуо Метју. Откривено је да је Клаудија у ствари крива за прасак у епизоди „Пробај сопствени лек”.

### Метју Блајздел
Изворна серија
Метју Блајздел је геолог "Денвер−Карингтона" и Кристалин бивши љубавник. Метју се вратио у Денвер са Блиског истока уочи Кристалиног брака са Блејком. Он се борио са својим осећањима према Кристал док је покушавао да обнови брак са крхком Клаудијом, тек пуштеном из санаторијума након живчаног слома. Метју је напустио Блејков "Денвер−Карингтон" како би водио сопствени посао, а убрзо се њихово противништво над Кристал претворило у жестоко противништво због нафте. У међувремену, Клаудијино пријатељство са Блејковим сином Стивеном се претворило у прељубу, а кад се тајна сазнала, Метју је одвео своју и Клаудијину ћерку Линдзи и напустио град. Касније се претпоставило да су погинули у саобраћајној несрећи у прашумама Перуа. Метју се вратио 1987. године. Њега и Линдзи је спасио од несреће поглавица једног племена из прашуме који му је спасио живот, а Линдзи је, иако преживела, касније подлегла повредама. Потпомогнут својим перуанским поданицима, Метју је провалио у вилу Карингтонових јер је хтео да Кристал побегне са њим, а након што је она одбила, он је породицу узео као таоце. Метју их је одвео до места своје прве нафтне бушотине, а на крају га је Стивен убио у епизоди „Опсада (2. део)”.
Римејк
Метју Блајздел је Блејков врхунски инжењер из "Карингтон−Атлантика" и Кристалин љубавник. Пошто се верила за Блејка, Кристал се опростила од Метјуа у епизоди „Једва те познадох”, а Фалон је искористила слику њиховог пољупца како би покушала да раздвоји Кристал и Блејка. У међувремену, на последњем послу код Блејка пре отказа, Метју је повређен у праску и касније је умро. Његова удовица Клаудија је оптужила Блејка за убиство. За прасак се испоставило да је изазвана минирањем, а Карингтонови су чинили све да покушају да заташкају Кристалину везу са Метјуом у епизоди „Певај”. Метјуов пријатељ Вили Сантијаго је рекао Кристал да је пре смрти Метју одбио Блејкову понуду да ради у Кини. Фалон је сазнала за постојање снимка Кристалиног и Метјуовог општења у епизоди „Лично к'о циркус”, а Карингтонови су ослобођени сумње да су умешани у Метјуову смрт Вилијевом опроштајном поруком. Када је држала Карингтонове на нишану у епизоди „Пробај сопствени лек”, Клаудија је признала да је она минирала бушотину због чега је дошло до праска у ком је погинуо Метју, али јој није то била намера. Клаудија је ухапшена, а Блејк ју је уз помоћ начелника полиције Стенсфилда послао у болницу, а не у затвор. Метју је ипак жив и здрав посетио Клаудију у болници у епизоди „Ђубре мало” желећи да се освети Карингтоновима. Он је помогао Клаудији да побегне из болнице у епизоди „Мртвац долази” па су се ушуњали у вилу. Клаудија је пукла и потегла пиштољ на Кристал. Метју се испречио између њих када је Клаудија запуцала, али је био плод њене маште па је Кристал примила метак.
Извршна продуценткиња Сали Патрик је рекла за измену лика:
Једна од великих одлука коју смо морали да донесемо код римејка Династије је шта ћемо са Метјуом Блајзделом... Метју је био Кристалин љубавник на прекиде, али и док смо волели Кристалину позадину и Метјуову луду жену Клаудију, он није донео толику причу изворној серији сем пословне, а Шапирови су нас охрабрили да више гледамо на породицу него на посао. Кад сам гледала изворну прву епизоду Династије, у њој је била та несрећа на бушотини коју је Блејк наместио како би могао да се убаци и понуди цену и откупи је од конкуренције. Када је то схватио, Волтер Ланкершим (у нашој варијанти Вили) је упао на Карингтонову свадбу са пиштољем. У нашој варијанти, имало је драматичног (и сапунског) смисла да Метју буде повређен у несрећи како би Клаудија могла да оде на врата Карингтоновим и каже Кристал да јој је нови супруг можда можда убио бившег љубавника. Та оптужба − а и загонетка око ње − нам је покренула серију.

### Сесил Колби
Изворна серија
Сесил Колби је Џефов стриц, директор нафтног друштва „Колби” и дугогодишњи Блејков пријатељ и пословни противник. Он је склопио тајни договор са Блејковом ћерком Фалон: ако се она уда за Џефа, Сесил ће позајмити Блејку новац. Сесил је касније покушао да уништи Блејка помоћу Логана Рајнвуда. Убрзо након свог доласка, Блејкова бивша супруга Алексис је рекла Стивену да је Сесил Фалонин отац. Откриће је послало Фалон у силазну путању, али се испоставило да то није тачно. Сесил је ушао у романтичну везу са Алексис, а у кревету са њом је имао срчани удар. У епизоди „Свадба”, он се венчава са Алексис на самрти, надајући се да ће она употребити друштво „Колби” да уништи Блејка.
Римејк
За разлику од изворне серије где је Сесил био Џефу стриц који га је одгајио, у римејку је Сесил Џефов отац.
Сесил Колби је Џефов и Моникин отац. У епизоди „Пробај сопствени лек” је речено да је у затвору. У епизоди „Дно дна”, Моника је одбила Фалонину молбу да посети Сесила, а Сесил се истресао на њој. Када га је Џеф посетио, њих двојица су разговарали о освети Блејку за кога је речено да је спавао са његовом женом и сместио му оптужбе за дрогу. У епизоди „Само невоља”, Блејк је рекао Андерсу да потплати једног од стражара да исценира напад како би Сесилу био одбијен захтев за условну. Одбор му је одбио захтев, али је Џеф спавао са начелницом за условну па је он пуштен. Када је дошао код Џефа кући са монитором око глежња у епизоди „Житије по Блејку Карингтону”, Сесил је пристао на Џефов план да ожени Фалон како би могао да уништи Блејка. Међутим, Када је видео Џефа и Монику на вечери са Фалон и Мајклом, Сесилу је пукло пред очима па је открио Фалон злочине које је Блејк починио против Колбијевих. Кад су Фалон и Мајкл отишли, Сесил је рекао Џефу да он преузима план против Блејка. У епизоди „Сад је на нас ред”, Карингтонови су правили Џефову и Фалонину свадбу, која је у ствари била одвраћање пажње док су брисали податке са Џефовог рачунара које је он украо. Сесил је одбио да дође на свадбу па је Блејк предложио да закопају ратне секире и дође. Карингтонови су успели да надмудре Џефа. Осветнички настројен Сесил је кренуо пиштољем на Блејка, али је налетео на Томаса који је имао срчани удар. Сесил је побегао на Џефово ургирање, а Томас је признао Карингтоновима да Блејк уопште није имао прељубу јер је хтео себе да заштити. Када су Џеф и Фалон изашли у јавност у епизоди „Јадна мала богаташица”, Моника је прекинула сваки однос са Џефом и прешла на Сесилову страну.

### Николас Тоскани
Николас „Ник” Тоскани је психијатар и хирург, а и Блејков пријатељ и запослени. У епизоди „Алексисина тајна”, Блејк је тражио од Ника да припази на крхку Клаудију након њеног пуштања из санаторијума. Ник је спасио Клаудији живот након што је покушала да се убије и помогао јој је да се опорави од нестанка супруга и ћерке, али је такође крио тајну љутњу на Блејка и заклео се на освету. Харизматични лекар је мувао Кристал и спавао са удатом Фалон док је тражио начин да уништи Блејка. На крају се Ник суочио са Блејком због његове улоге у смрти његовог брата, али Блејк је порекао било какав злочин. У епизоди „Литица”, Ник је оставио Блејка на самрти и отишао из Денвера. Касније се открило да је, пре него што је отишао, он средио отмицу малог Блејка као освету.

### Марк Џенингс
Изворна серија
Семјуел „Марк” Џенингс је згодни тениски тренер и бивши Кристалин супруг. Алексис је открила да је Марков и Кристалин брак још увек важећи и довела га у Денвер у епизоди „Род” како би изазвао невоље за Кристал. Марк је смувао и Алексис и Фалон, а касније је убијен у епизоди „Веридба”. Алексис је ухапшена за убиство, али на крају је откривено да је Нил МеКвејн убио Марка да би се осветио и сместио Алексис.
Римејк
У епизоди „Пенушаво расположење”, Кристал је послала поруку "М. Џенингсу" да је дете Блејково, а не његово, али да није сигурна. Кристал је признала Фалон у епизоди „Призор тебе” да је можда њен бивши супруг Марк Џенингс (кога је тумачио Дејмон Дајуб) можда отац детета. У епизоди „Прљаве игре”, Алексис је открила да Кристал није сигурна ко је отац детета па се побринула да Блејк то сазна. Кад је Алексис сазнала да је Кристалин бивши супруг Марк Џенингс други могући отац, она га је позвала. Марк је дошао у Атланту у епизоди „Чак и пупољак може да проклија”, а Алексис је покушала да га убеди да је дете његово. Марк се појавио у вили како би сазнао истину од Кристал, а Блејк − који је желео да одгаји дете без обзира шта испитивање очинства показало − је позвао Марка да остане са њима док налази испитивања не стигну. Алексис је рекла Марку да га Кристал и даље воли па су он и Кристал били поделили један нежан тренутак. Блејк их је видео па је запретио да ће му одузети дозволу за тренирање ногомета ако не напусти град. Кристал је сазнала да је дете Блејково. Узнемирена Алексис је хтела да се убије, али кад је видела Кристал и Марка како јашу, пуцала је на Кристал. Марк је примио метак и умро, а Кристал је преплашени коњ збацио.

### Трејси Кендал
Трејси Кендал је радница у Служби за односе с' јавношћу "Денвер−Карингтона". Вредна и властољубива, Трејси је желела да напредује у каријери било каквим подмуклим потезима. Радила је као шпијунка за Алексис, али је била отпуштена након што је откривена.

### Питер де Вилбис
Питер де Вилбис је богати међународни женскарош и Фалонин дечко. Кад је један од Блејкових награђиваних коња „отет” и држан за откуп, Фалон је сазнала да је Питер то урадио како би извукао новац од Блејка. Након што су Фалон ударила кола у епизоди „Несрећа”, Блејк је средио да де Вилбиса ухапсе у епизоди „Бдење”. После Фалониног нестанка у епизоди „Нестанак”, Блејк је сазнао од Џефа да је она погинула са Питером у паду ваздухоплова у епизоди „Фалон”. Касније је Џеф открио да није Фалон погинула него нека Питерова љубавница, али нико у то није хтео да верује. Џеф се касније оженио Питеровом удовицом Никол, али када је схватио да њој смета то што и даље има неких ствари у вили које подсећају на Фалон, Џеф се развео од ње.

### Брејди Лојд
Брејди Лојд је љупки извршни директор музичке продукције и бивши супруг Доминик Деверо. Брејди се од Доминик развео у епизоди „Троуглови” јер је приметио да се она све више окреће Карингтоновима и да запоставља послове које су до тада водили.

### Данијел Рис
Данијел Рис је богати власник новина и коњушница "Делта Ро". Био је у вези са Ирис Грант у Дејтону у Охају, а истовремено је био заљубљен у њену сестру Кристал. Он је бивши плаћеник који је радио неке послове са Дексом. Признао је своју дугогодишњу љубав према Кристал и своје богатство оставио својој рођеној ћерки Семи Џо, али је именовао за извршитељку, када је погинуо у Либији.

### Ешли Мичел
Ешли Мичел је позната фотографкиња и Доминикина пријатељица која је заљубљена у Блејка. Она улази у везу са Џефом Колбијем, али касније је убијена током Молдавског покоља у епизоди „Краљевска свадба”.

### Краљевић Мајкл од Молдавије
Краљевић Мајкл од Молдавије је наследник европског краљевства Молдавије. У епизоди „Посредни докази”, Аманда у Акапулку упознаје краљевића Мајкла. Били су међусобно очарани, али он је био верен другом женом. Амандина мајка Алексис је направила сплетке како би се пар венчао посетивши свог старог пријатеља краља Галена од Молдавије, Мајкловог оца. Након помало нестабилног удварања, Аманда и Мајкл су се венчали у Молдавији, а на венчању су присуствовали сви Карингтонови. Међутим, државни удар је избио, а пучисти, решени да нападну државу, засули су весеље мецима. Мајклу и Карингтоновима на крају је дозвољено да напусте Молдавију, али речено им је да је Гален убијен. Алексис и Декс су спасили живог Галена, а краљ је смислио да поврати своју крунску силу па је Мајкл био принуђен да стави државу испред своје супруге. Брак Мајкла и Аманде се на крају распао. Развели су се, а он и Гален су отишли у Португалију у епизоди „Отказ”.

### Џејсон Колби
Џејсон Колби је глава породице Колби из Лос Анђелеса и генерални директор предузећа "Колби". Кад се Џејсон први пут појавио у шестој сезони Династије када је дошао у Денвер да прослави пословни нафтни договор са Блејком Карингтоном, њему је установљена неизлечива болест и речено му је да му је остало само још годину дана живота. Ипак, касније је у серији Колбијеви откривено да он уопште није болестан већ да је у питању рачунарска грешка. Џејсон има троје деце: Монику, Мајлса и Блис са својом супругом Сабел, али је током једног суђења откривено да је отац и Џефу за кога су мислили да му је братанац.
Џејсон је успешни предузетник са богатством од милијарду и два милиона долара и води породично предузеће "Колби" челичном руком. Окружен је љубављу деце и сестре Констанц, али и управљачким осећајима своје супруге Сабел. Када се Сабелина сестра Франческа вратила после дугог боравка у иностранству, он се поново заљубио у њу, а осећања су ојачала кад је сазнао да његов брат Филип није Џефов отац.
Током серије Колбијеви, Џејсон је избегавао замке свог непријатеља Зека Пауерса и развео се од Сабел која се борила са њим на сваком кораку. Смрт сестре Кони га је сломила, а још већи удар био је кад се вратио његово брат Филипа за кога се претпостављало да је мртав који је прекинуо његову и Франческину свадбу, покушао да га убије и отео Франки у покушају да је пребаци преко границе. Џејсон је уз Џефову помоћ успео да заустави Филипа, а после несреће је држао Франки у наручју.
Током девете сезоне Династије, откривено је да је Џејсон остао у Лос Анђелесу са Франки која је преживела несрећу.

### Мајлс Колби
Мајлс Ендру Колби је богати и размажени син женскарош Џејсона и Сабел Колби.
Династија
Мајлс се променио када је упознао "Рендал Адамс". Тада је открио своју прву праву љубав. Она га је променила и претворила у дивну особу. Мајлова љубав према Рендал била је нешто чаробно. Он је био уз њу када је патила због губитка памћења, волео ју је и био јој подршка на сваком кораку. Ништа није могло да га учини срећнијим него да се Рендал уда за њега. Након дводелне епизоде „Титани” неколико година касније, Фалон и Мајлс су поново били заједно у мини-серији Династија: На окупу и планирали своју будућност. Мајлс је том приликом помогао у Џефовом спашавању. На крају је схватио да Фалонино срце припада Џефу па је учинио врховну жртву одрекавши се своје среће и пустивши Фалон.
Колбијеви
Мајлсова и Рендалин срећа кратко је трајала јер је откривено да је Рендал у ствари Фалон Карингтон, бивша супруга његовог брата од стрица Џефа.
Он није могао да дозволи да Фалон бира између њега и Џефа па је као размажено дериште кренуо да по оно што је мислио да му припада тако што ју је силовао. После развода је сумњао да је дете које Фалон носи његово па је кренуо у борбу против свог брата од стрица Џефа. Иако га је волела, Фалон је одабрала Џефа. Мајлс је то тешко примио и због тога је замрзео цео свет, а поготово Џефа. Он није могао да се помири са чињеницом да Фалон није његова па је тражио спас у флаши.
Мајлс је покушао да заборави Фалон женидбом са Ченинг Картер која јако личи на њу, али брак се није темељио на љубави због чега је кратко трајао. Мајлс је одувек имао тешкоћа у односима са људима, али је одувек био близак са сестром близнакињом Моником и млађом сестром Блис. За разлику од деце Карингтонових, деца Колбијевих су одувек била јако блиска и волела једни друге. Мајлс је био Сабелин мезимац и никада се није слагао са оцем Џејсоном.
На крају серије Колбијеви, Ченинг је обавестила Мајлса да ће побацити дете које носи.

### Гарет Бојдстон
Гарет Бојдстон је паметан и јако цењени заступника Џејсона Колбија, али кога је некако увек било тешко пронаћи. Споља је Гарет био прави заступник, човек са разлогом, способношћу и потребним благим додиром подмуклошћу, али иза те савршене спољашности крије се једна тајна која му је изазвала много неприлика.
Династија
Када је упознао младу Доминик Деверо 1965. године, он се заљубио у њу, али се плашио било каквог обавезивања. Он је раскинуо са њом рекавши да је ожењен неком Џесиком, али његова осећања према Доминик никада нису замрла.
Гарет је на крају постао пријатељ и заступник Џејсона Колбија у предузећу "Колби". Он је био задужен за правне делове Џејсоновг уговора око цевовода са Блејком Карингтоном и такође је бранио породицу Колби на суду.
Поново се срео са Доминик на пријему Блејка Карингтона у Денверу. Како је годинама сазрео, а још увек је јако волео, он је покушао да оживи њихову везу иако је Доминик била збуњена и оклевала и одбијала у почетку. Неочекивано се изненадио када је сазнао да је Доминикина млада ћерка Џеки и његова ћерка и почело је да се чини као да ће породица на крају бити на окупу.
Гарет је запросио Доминик, а она је прихватила, али је пре почетка весеља она сазнала да он уопште није раније био ожењен. Како је остала без речи и разочарана, Доминик је осетила да не може да му опрости ту лаж па га је оставила.
Џеки је покушала да измири родитеље, али без успеха. Њој је у ствари било жао Гарета и што су ствари испале тако лоше по њега јер је он одувек био симпатичан човек, али ипак је он сам био крив за несрећу која га је задесила.
Колбијеви
Због раскида, Гарету је било немогуће да остане у Лос Анђелесу и да настави да ради тамо па је замолио Џејсона да га пребаци у другу филијалу предузећа "Колби" и отишао у Њујорк.

### Констанц Колби
Констанц "Кони" Колби је била најстарије дете Ендруа Колбија и одувек је имала дара да усклађује и пословни живот и породичне ствари сасвим опуштено и одлучно, љупком памећу и јаким осећајем за оптимизам иако је и њен живот имао кризе.
Династија
Констанц, која је рођена почетком двадесетих, била је једина која је увек бранила свог најмлађег брата Филипа баханалије и друге разузданости. Чак је покушала да остане у додиру са братом Сесилом кога је отац разбаштинио и који је напустио породицу. Из свог јако срећног брака, који је трајао 20 година до супругове смрти, на жалост није имала деце, али никада није заборавила на свог братанца (Филиповог сина) Џефрија коме је дала својих 50% гласачких деоница у предузећу "Колби" 1985. године како би се искупила за породичну нетрпељивост према братанцу за све те године.
Колбијеви
Кони је та која је вратила Франки како би била подршка Џефу у Калифорнији. У то време, Кони је била у вези са извесним Хенријем "Хачом" Кориганом, бившим родео јахачем коме никада није рекла да је богата. Пар Сабелиних сплетки је замало уништило ту дивну везу, али је Хач на крају прихватио Кони као богату Констанц Колби. Иако се Кони никада није слагала са Сабел, она је била у добрим односима са Џејсоном, Франки, Фалон и Џефом.
1986. године, Хач и Кони су отишли на пут током ког су случајно налетели на Филипа Колбија, живог и здравог, али у озбиљним новчаним тешкоћама. Кони му је помогла без да је рекла Џејсону, али су касније она и Хач у паду ваздухоплова изгинули под тајанственим околностима. Конина смрт била је велики губитак за Џејсона, али и за Џефа и Фалон који су се уз њену помоћ помирили.
Констанц је, упркос томе што је била веома богата и моћна госпођа, била дивна, поштена и брижна жена према људима које је волела, али и оштра и мудра непријатељица према непријатељима.
Барбара Стенвик је напустила серију после прве сезоне.

### Џоел Абригор
Џоел Абригор је филмски редитељ који је отео Кристал и заменио је двојницом Ритом Лесли. Семи Џо је у почетку убеђивала Риту да се лажно представља као Кристал како би могла да приступи наследству које јој је оставио отац. Ритин дечко Џоел се увукао у сплетку и потпуно заменио Кристал Ритом како би украо што је више могуће од Блејка. Када је њихова сплетка откривена, Џоел и Рита су побегли из града у епизоди „Несрећа”. Иако су њихова кола пронађена слупана, њихови лешеви никада нису пронађени.

### Касандра Морел
Касандра „Карес” Морел је Алексисина млађа сестра која је одслужила пет година у затвору у Каракасу у Венецуели због догађаја у који су били умешани Алексис и њен тадашњи љубавник Зек Пауерс. Касандра је ослобођена и дошла је у Денвер у епизоди „Сумње” надајући се да ће се обогатити пишући књигу о Алексис под називом Најдража сестра откривајући најмрачније тајне своје сестре. Алексис је сазнала за књигу па је потајно купила издавачку кућу и обуставила рад. Незадовољна Карес је понудила помоћ Блејку да докаже да је Алексис лажно сведочила у судском спору против њега. Блејков брат Бен Карингтон је отео Карес и послао је назад у затвор у Каракас. Она је послала очајничко писмо Блејку, али он није могао да је ослободи због Беновог подмићивања. Блејк је послао Декса Декстера и Клеја Фелмонта да је извуку. Кад се поново вратила у Денвер, Карес је уценила Емили Фалмонт тајном да је Емили једном преварила свог супруга Бака са Беном, али је осетила искрено жаљење због тога. Блејк је убедио Карес да одустане од свог плана. Емили је на крају признала своје грехе, али су је кола ударила па је умрла. Карес је напустила град у епизоди „Писмо” током задатка да ископа тајне о Бену.

### Клеј Фалмонт
Клејбурн Бакли "Клеј" Фалмонт је син сенатора Бака Фалмонт и његове супруге Емили и Бартов брат. Први пут се појавио у епизоди „Маскенбал” где је мува Аманду, а накратко се венчао са Семи Џо. Касније је био у вези са Лесли Карингтон, али када се открило да је он можда Бенов син (и Леслин брат), он је раскинуо са њом и напустио град у епизоди „Игра сенки”.

### Бен Карингтон
Бенџамин „Бен” Карингтон је Блејков осветољубиви млађи брат са којим је Блејк прекинуо контакт након смрти њихове мајке. У епизоди „Бен”, Алексис га је довела у Денвер из Аустралије како би изазвао тешкоће и помогао јој да уништи Блејка. Иако су Бен и Алексис успели да протерају Блејка и Кристал из виле Карингтонових, Бен се на крају помирио са својим братом и мало касније са отуђеном ћерком Лесли. Бен и Емили Фалмонт су имали прељубу у младости, а сумњало се да би Клеј Фалмонт могао да буде његов син. Бен је напустио град у епизоди „Игра сенки”.

### Лесли Карингтон
Лесли Карингтон је ћерка Бена Карингтона и Мелисе Сондерс. У епизоди „Бушотина”, Лесли је дошла у град како би се супротставила оцу који ју је напустио. Тамо је налетела на своју бившу симпатију Декса и дружила се са Мајклом Кулејном. Лесли је касније у била вези са Клејем Фалмонтом, али када се открило да је он можда такође Бенов син, они су раскинула, Клеј је наппустио град. Након уласка у везу са ожењеним Џефом Колбијем, Лесли је постала Алексисина штићеница, али је отпуштена због тога што је имала везу са њеним супругом Шоном Роуаном. Шон је узео Лесли као таокињу и силовао је и тукао када су се његове сплетке раскринкале. Лесли је успела да позове свог брата од стрица Стивена који је дошао по њу у епизоди „Рулет у Колораду”, након чега се Лесли више није појављивала у серији.

### Сара Кертис
Сара Кертис је Дексова другарица чији су супруг Бојд и ћерка Кети погинули у саобраћајној несрећи. Сара је била убеђена да пристане на пресађивање срца своје ћерке Блејковој и Кристалиној преломно болесној ћерки Кристини. Након тога, она је постала опседнута Кристином па ју је отела. Међутим, она се на крају опоравила уз помоћ Блејка и Кристал.

### Дејна Воринг
Дејна Воринг је Блејкова одана помоћница у "Денвер−Карингтону". Први пут се појавила у епизоди „Награда” и тада се спријатељила са Адамом који је радио за Алексис па ју је искористио за добијање поверљивих података о Блејковом друштву. Њих двоје су се убрзо заљубили после чега је откривено да је Дејна пратила Адама до Денвера из Билингса у Монтани где га је волела издалека. Венчали су се, али је Дејнина неспособност да затрудни оптеретила њихову везу. Она се борила да сачува тајну да је њена неплодност узрокована побачајем док је била у средњој школи што је био исход једне везе за једну ноћ са Адамом када је он живео као Мајкл Торенс (био је пијан к'о летва да би се сећао сусрета). Адам и Дејна су користили заменску мајку, извесну Карен Еткинсон, за зачеће Адамовог детета, али накнадна битка за старатељство када се Карен предомислила растурила је Адамов и Дејнин брак заувек. Дејна је напустила Денвер у првој епизоди девете сезоне „Сломљена Кристал”.

### Шон Андерс
Шон Андерс је згодни странац који је спасио Алексис од утапања у реци након саобраћајне несреће у епизоди „Опсада (1. део)”. Њих двоје су се венчали, а Шон се убацио у њен посао и отуђио Адама. Убрзо се открило да је Шон син бившег кућепазитеља Карингтонових Џозефа Андерса и брат Кирби Андерс и да је одлучио да освети оца и сестру које су Алексис и Карингтонови злостављали. Шон је био у вези са Лесли и намерио се да уништи породицу. Декс га је убио у епизоди „Сломљена Кристал”.

### Џереми ван Дорн
Џереми ван Дорн је шеф велике фирме за односе са јавношћу. У „Династија: Поново на окупу”, Џереми улази у везу са Алексис, али убрзо се открива да је он шеф Конзорцијума, међународне криминалне организације која је илегално преузела контролу над Денвер-Карингтоном док је Блејк био у затвору. Џеремија су на крају открили Џеф и Адам, али не пре него што је покушао убити Алексис. Изгледа као да га је полиција ухапсила, али испоставља се да су полицајци прерушени чланови Конзорцијума. Лик је тумачио Жерон Краб током 1991. године.

## Епизодни ликови

### Џинет Робинс
Џинет Робинс је дугогодишња домаћица Карингтонових. У свом првом појављивању у епизоди „Медени месец”, Џинет је Кристалина пријатељица од почетка и врло је блиска са породицом. У првој сезони, Џејк Данам ју је позвао да сведочи против Блејка на суђењу за убиство Теда Динарда, иако јој је то видно непријатно. У трећој сезони, Џинет преузима бригу о беби малом Блејку, док Џеф и Фалон бирају дадиљу. Она признаје Кирби Андерс да ужива у послу, али да се лако умори, што подстиче Кирби да преузме улогу дадиље. У шестој сезони, Алексис нуди Џинет 100 долара недељно за податке послодавца. У седмој сезони, Џинет помаже Блејку и Кристал да се преселе у хотел Карлтон, након што их Алексис избаци са имања. Кад Алексис то сазна, отпушта Џинет са два месеца отпремнине, због чега Аманда протествује. Касније је Кристал унајмила као личну слушкињу. Када је Метју Блејздел у осмој сезони отео Карингтонове и њихово кућно особље, Џинет и батлер Џерард признају своја осећања једно према другом. Џинет се такође појављује у „Династија: Поново на окупу”. Лик је тумачила Вирџинија Хокинс током целе серије.

### Џерард
Џерард је дугогодишњи батлер Карингтонових. Први пут се појављује у епизоди „Порука”, где преузима улогу настојника након што је Џозеф Андерс извршио самоубиство. Када је Метју Блејздел у осмој сезони отео Карингтонове и њихово кућно особље, Џерард и домаћица Џенет признали су своја осећања једно према другом. Џерард се такође појављује у „Династија: Поново на окупу”. Лик је тумачио Вилијам Бекли од 1983. године.

### Хилда Ганерсон
Хилда Нилсен Ганерсон је дугогодишња куварица Карингтонових. Првип ут се појавила у епизоди „Медени месец”. Хилда је блиска породици, а у другој сезони открива се да ју је унајмила Алексис док је још била удата за Блејка. Када Блејк у првој сезони представи Кристал особљу, каже да „неколико рођака” госпође Ганерсон једе добро о његовом трошку. У другој сезони, Алексис моли госпођу Ганерсон да наручи стаклину и шампањац за њен уметнички студио, у који се уселила и каже јој да однесе две флаше кући, себи и свом супругу Бјорну. Госпођа Ганерсон има три сина: Бјорна млађег, Доналда и Брита. У седмој сезони, Алексис даје госпођи Ганерсон повишицу од 1000 долара месечно, под условом да пријави да било који члан особља показује нелојалност. Кад Хилда покаже невољност, Алексис је подсећа на време кад је платила трошкове лечења сина госпође Ганерсон, спасивши му живот. Госпођа Ганерсон је међу запосленима у домаћинству, које је Метју Блејздел отео заједно са Карингтоновима у осмој сезони. Такође се појављује у „Династија: Поново на окупу”. Лик је тумачила Бети Харфорд од 1981. до 1987. године и током 1991. године.

### Ендру Лерд
Ендру Лерд је бивши адвокат за злочине и главни правни саветник Блејка Карингтона. Лик је тумачио Питер Марк Ричман од 1981. до 1984. године.

### Џејк Данам
Џејк Данам је тужилац који истражује Блејков случај везан за смрт Теда Динарда. Некада обећавајући фудбалер, Блејк га је желео са звој фудбалски тим. Лик је тумачио Брајан Денехи током 1981. године.

### Тед Динард
Тед Динард је Стивенов бивши дечко из Њујорка. Долази у Денвер у епизоди „Фалонино венчање”, надајући се да ће намамити Стивена да наставе везу. На крају се слажу да се неће помирити, али Стивенов отац Блејк угледа њихов опроштајни загрљај и мисли да је романтични, у епизоди „Раздвајање”. Блејк одвлачи Теда од Стивена, Тед пада, удара главом о ивицу стола и умире. Блејк је оптужен за његово убиство, а суђење је готово раздвојило породицу Карингтон. Лик је тумачио Марк Вајтерс током 1981. године.

### Реј Бонинг
Реј Бонинг је следбеник мафијаша Логана Рајнвуда из Лас Вегаса. Лик је тумачио Ленс Леголт од 1981. до 1982. године.

### Нил Маквејн
Нил Маквејн је конгресмен и Алексисина бивша симпатија. Блејк тражи Маквејнову помоћ у епизоди „Кирби”, а Алексис покушава да га убеди да не помогне Блејку. Маквејн 1983. успева да помогне Блејку да заустави преузимање Денвер-Карингтона од стране Колбика, које је Алексис оркестрирала, а бесни Алексис пушта Маквејнове тајне у штампу и уништава га. Он прети да ће је убити, а убрзо након тога, то се замало догоди, али открива се да је кривац настојник Карингтонових, Џозеф Андерс. Касније, 1984. године, Маквејн добија помоћ Кристалиног бившег супруга Марка како би уцењивао Алексис. Касније је Марк гурнут са балкона Алексисиног поткровља, а она је ухапшена након што је Стивен признао да ју је видео из даљине. У епизоди „Аманда”, открива се да је Марка убио Маквејн, са периком, обучен у једну од Алексисиних хаљина, како би јој сместио. Маквејн излази из затвора 1987. и уцењује Адама, уз доказе да је Адам заправо Мајкл Торенс, а не Адам Карингтон, тврдећи да је прави Адам Карингтон умро оног дана када је он отет. Измучени Адам на крају излази на чистац код Блејка и Алексис. Они доказују своју љубав према њему одбијањем да погледају налазе испитивања његовог очинства и прихватају га као Адама Карингтона. Касније, у епизоди „Скандал” из 1988, Маквејн води Адама до извора приче о томе да је Адам заправо Мајкл Торенс. Адам открива да је све измишљено и да је он у ствари Блејков и Алексисин син. Лик је тумачио Пол Бурк од 1982. до 1984. и од 1987. до 1988. године.

### Морган Хес
Морган Хес је приватни детектив. Алексис га у почетку ангажује у епизоди „Семи Џо и Стивен се венчавају” како би сазнао мрачне тајне Кристалине прошлости и он открива да је Кристал технички још увек у браку са својим првим супругом, Марком Џенингсом. У четвртој сезони, открива се да је Хеса ангажовала Семи Џо да би заварао Клаудију да је њен покојни супруг Метју још увек жив. Семи Џо се надала да ће јој разоткривање Клаудијиног лудила помоћи да врати старатељство над својим сином Денијем, којег одгајају Стивен и Клаудија. Хес се последњи пут појављује у епизоди „Телесне невоље”. Лик је тумачио Хенк Брандт од 1982. до 1988. године.

### Блејк Карингтон Колби
Блејк Карингтон Колби, познатији као Мали Блејк је Џефов и Фалонин син. Рођен је у епизоди „Беба” (1982), отет је из дворца у епизоди „Литица” и враћен у епизоди „Венчање”. Заједно са ликовима Фалон и Џефа, Ел Би је померен у спин-оф серију „Колбијеви”, током целог њеног емитовања. Ел Би је враћен у Династију 1987. године, а појављује се и у „Династија: Поново на окупу”. Лик је тумачио Тимоти Мекнат од 1984. до 1985, Ешли Матракс од 1985. до 1986, а Брендон Блум од 1986. до 1991. године.

### Дени Карингтон
Стивен Данијел „Дени” Карингтон је Стивенов и Семин Џоин син. Пошто се претпоставља да је Стивен умро приликом праска нафте у Јаванском мору, Семи Џо се појављује у дворцу Карингтон у епизоди „Саманта” (1982), са бебом за коју тврди да је њен и Стивенов син. Како ју је занимала манекенска каријера више од улоге мајке, Семи Џо оставља бебу Денија са Блејком и Кристал, а Алексис плаћа Семи Џо да напусти град. Стивен је ипак жив и први повратку преузима старатељство над својим сином. Он и Блејк убрзо улазе у правну битку око старатељства над дететом, погоршану лажним сведочењем Семи Џо против Стивена. Брак са Клаудијом осигурава Стивену победу. Семи Џо се враћа 1984. године тражећи старатељство и убрзо отима Денија. Адам помаже да се дете врати у Лос Анђелесу. Касније је мали Дени постао близак с Клаудијом, а њихова веза наставља се након развода Стивена и Клаудије. Семи Џо који се враћа, поново жели да се укључи у живот свог сина, а касније се доказује породици и Стивену. Дени се појављује и у „Династија: Поново на окупу”. Лик је тумачио Метју Лоренс од 1984. до 1985, Џејмсон Семпли од 1985. до 1988, а Џастин Барнет од 1988. до 1991. године.

### Рашид Ахмед
Рашид Ахмед је мрачни нафтни шеик и повремени Алексисин љубавник. Лик је тумачио Џон Саксон од 1982. до 1984. године.

### Џерард Вилсон
Џерард Вилсон је адвокат Сесила Колбија. Лик је тумачио Џон Ларч од 1982. до 1988. године.

### Џонас Едвардс
Џонас Едвардс је очинска фигура Адаму док је одрастао као Мајкл Торенс. Лик је тумачио Роберт Сајмондс од 1982. до 1987. године.

### Крис Диган
Крис Диган је Стивенов геј пријатељ, адвокат. Лик је тумачио Грант Гудив од 1983. до 1987. године.

### Гордон Вејлс
Гордон Вејлс је репортер магазина Светске финансије који је интервјуисао Блејка 1984. године. Алексис га је касније ангажовала да ради у њеном таблоиду, Огледало Денвера. Лик је тумачио Џејмс Саториус од 1984. до 1988. године.

### Лук Фулер
Лук Фулер је Стивенов нежни колега из Колбика, којег је Алексис унајмила у епизоди „Тајна”. Док околности настављају да их зближавају, Стивен јасно даје до знања својој супрузи Клаудији и Луку да је његов и Луков однос чисто платонски. Ипак, Клаудија не може занемарити знакове упозорења, а Стивен не може занемарити ни привлачност према Луку. Он и Лук на крају започињу везу, а Клаудија налази утеху са Адамом. Касније, када цела породица и Лук путују у Молдавију на Амандино краљевско венчање, терористи нападају капелу. Лук је упуцан у главу покушавајући да заштити Клаудију од пуцњаве. Умро је у Стивеновом наручју у епизоди „Последица”. Лик је тумачио Били Кампбел од 1984. до 1985. године.

### Дин Колвел
Дин Колвел је згодни власник уметничке галерије који се интересовао за Клаудију. Лик је тумачио Ричард Хеч од 1984. до 1985. године.

### Никол Симпсон
Никол Симпсон је бивша супруга Питера де Вилбиса. Удаје се за Џефа Колбија, али њене лажи и љубомора према Фалон оптерећују њихову везу. Лик је тумачила Сузан Сканел од 1984. до 1985. године.

### Кристина Карингтон
Кристина Карингтон је Блејкова и Кристалина ћерка. Рођена је у епизоди „Кристина” (1984), али пати од респираторних тегоба и мора једно време да буде хоспитализована. Годинама касније у епизоди „Тест” (1987), Кристини је дијагностиковано стање срца које ће се показати фаталним ако нема трансплантацију. У епизоди „Операција”, она прима срце младе девојке по имену Кати која је погинула у саобраћајној несрећи. Катина мајка, Сара Картис, развија нездраву приврженост према Кристини и отима је у раздраженој заблуди да је Кристина Кати. Кристина се опоравља, а Блејк и Кристал помажу Сари да се ментално излечи. У финалу серије 1989, „Цака 22”, Фалон и Кристина су заробљене у напуштеном руднику на имању Карингтон. Кристина се такође појављује у „Династија: Поново на окупу”. Лик је тумачила Касиди Луис од 1984. до 1985, а Џесика Прејер од 1987. до 1991. године.

### Том Карингтон
Том Карингтон је Блејков и Бенов отац. У епизоди „Тестамент”, Блејк, Алексис и Доминик посећују Тома на самрти у Џакарти у Индонезији. Нафтни, дрвени и гумени тајкун Том први пут упознаје своју ванбрачну ћерку Доминик, а она га је убедила да је призна. Том умире, али након него што је укључио Доминик у свој тестамент што је наљутило Алексис (која је такође наследница). У епизоди „Греси оца” је Блејк признао да је Тому почетком 1950-их поклоњена непроцењива уметничка збирка Фредерика Стола након што је својом бродарском линијом превезао људе оптужене за нацистичке ратне злочине. Сарађивао је са Џејсоном Колбијем и Семом Декстером како би сакрио збирку. На крају серије 1989. године у епизоди „Цака 22” открива се да је Том сакрио тело Роџера Грајмса након што га је мала Фалон убила да би заштитила Алексис. Лик је тумачио Хари Ендрус током 1985. године.

### Краљ Гален
Краљ Гален од Молдавије је краљ Молдавије и Алексисин стари пријатељ. У епизоди „Живот и смрт”, Алексис га посећује у оквиру свог плана да уда своју ћерку Аманду за Галеновог сина, принца Мајкла. Након помало нестабилног удварања, Аманда и Мајкл су се венчали у Молдавији, а на венчању су присуствовали сви Карингтонови. Међутим, државни удар избија и терористи, решени да нападну државу, засули су церемонију мецима. Алексис и Декс спасили су затвореног Галена. Парализован, Гален креће напред са плановима да поврати своју круну. Он манипулише Алексис како би стекао потребна средства, стајући између ње и Декса и нудећи јој да постане његова краљица. Кад Алексис открије Галенове сплетке и сазна да се опоравио од парализе и да лажира, она га избацује из своје куће у епизоди „Развод”. Лик је тумачио Џоел Фабиани од 1981. до 1989. године.

### Рита Лесли
Рита Лесли је глумица коју је Семи Џо унајмила да се лажно представља као Кристал. Лик је тумачила Линда Еванс од 1985. до 1986. године.

### Ник Кимбал
Ник Кимбал је добро познати руководилац нафтних бушотина којег је Блејк ангажовао 1986. године. Он је син једног од Блејкових колега из нафтног бизниса и дипломирани студент рудника у школи за рударе у Колораду. Ник постаје љубавник и евентуални вереник Доминик. Лик је тумачио Ричард Лосон од 1985. до 1986. године.

### Барт Фалмонт
Барт Фалмонт је успешан адвокат и арогантан син сенатора Бака Фалмонта и његове супруге Емили. Представљен у епизоди „Кућа за путеве”, Барт се удружи са Стивеном и Адамом у послу, али Барт и Стивен сматрају да се међусобно привлаче. У међувремену, Адам уцењује Барта, претећи да ће јавно открити његову хомосексуалност. Када Барт одбије, Адам открива његову тајну. На Стивеново велико разочарање, Барт напушта град. Годинама касније у „Династија: Поново на окупу”, Стивен и Барт живе у Вашингтону и у приврженој су вези. Блејк долази након пуштања из затвора, али Стивенов пријем је ледени. Стевен и Барт су се на крају поновно окупили са остатком Карингтона у дворцу у Колораду. Лик је тумачио Кевин Конрој од 1985. до 1986, а Камерон Вотсон током 1991. године.

### Војвоткиња Елена
Елена је војвоткиња од Бранага и бивша вереница принца Мајкла. Лик је тумачила Кери Армстронг од 1985. до 1986. године.

### Џонатан Лејк
Џонатан Лејк је званичник Стејт департмента који излази из Доминик. Лик је тумачио Келвин Локхарт од 1985. до 1986. године.

### Џеки Деверо
Џеки Деверо је Доминикина ћерка. Џеки долази у Денвер у епизоди „Несрећа”. Доминикин љубавник Гарет одмах се уверава да је Џеки његова ћерка, од година раније када су он и Доминик имали аферу док је био у браку с другом женом. Џеки касније бежи кад сазна истину, а Доминик признаје Гарету да је он заиста Џекин отац у епизоди „Глас”. Доминик и Гарет одлучују се венчати, али убрзо се растају. Он напушта град у финалу шесте сезоне „Избор (или) крвна освета”, јер се хотел Ла Мираж запали. Џеки је повређена у пожару, а касније се у епизоди „Договор” довољно добро сећа пожара да би Блејка ослободила оптужби за подметање. Последњи пут се појављује у епизоди „Афера”. Лик је тумачила Трој Бејер од 1986. до 1987. године.

### Емили Фалмонт
Емили Фалмонт је супруга сенатора Бака Фалмонта и мајка Клеја и Барта. Представљена у епизоди „Маскарада”, Емили очајнички жели да сачува тајну да је имала везу са Беном почетком свог брака, што доводи у сумњу Клејево очинство. Међутим, ово откриће је оно што Блејку треба да докаже да су Бен и Алексис лажно сведочили у судском случају против њега. Потиснута до границе уценама Карес Морел, Емили напокон пише признање и моли Блејка да га искористи. Њена тајна је откривена и слама Бака, али он јој опрашта док она умире након што ју је аутомобил ударио у епизоди „Писмо”. Лик је тумачила Пет Кроли од 1986. до 1987. године.

### Бак Фалмонт
Бак Фалмонт је искусни сенатор, Емилин супруг и Клејев и Бартов отац. Представљен у епизоди „Маскарада”, Бак има проблем са алкохолом и дугом мржњом према Карингтоновима. Оштро не одобрава хомосексуалност свог сина Барта, а касније се одриче Клеја након што сазна за неискреност своје супруге. Бак се последњи пут појављује у епизоди „Представа сенки”. Лик је тумачио Ричард Андерсон од 1986. до 1987. године.

### Карен Аткинсон
Карен Аткинсон је сурогат мајка која је носила Адамово и Дејнино дете. Лик је тумачила Стефани Данам од 1987. до 1988. године.

### Џес Аткинсон
Џес Аткинсон је Каренин отуђени муж и отац њене друге деце. Лик је тумачио Кристофер Алпорт од 1987. до 1988. године.

### Џош Харис
Џош Харис је проблематични играч фудбалског тима у власништву Карингтонових, кратко у вези са Семи Џо. Лик је тумачио Том Шанли од 1987. до 1988. године.

### Лорен Колби
Лорен Колби је Џефова и Фалонина ћерка. Лорен је рођена у епизоди спин-оф серије Колбијеви, „Кривица” из 1987. године. Пре рођења, Фалон није била сигурна да ли је бебин отац Џеф или Мајлс Колби. Лорен се први пут појављује у Династији у епизоди „Сломљена Кристал” из 1988. године, када Фалон прича преко телефона са Алексис. Лорен се појављује и у „Династија: Поново на окупу”. Лик је тумачила Џени Фарис од 1988. до 1989. године, а Британи Алис Смит током 1991. године.

### Џон Зорели
Џон Зорели је полицијски детектив који је био у вези са Фалон док је истраживао убиство Роџера Грајмса. Лик је тумачио Реј Абруцо од 1988. до 1989. године.

### Џоана Сајлс
Џоана Сајлс је запосленица Сејбел Колби. Лик је тумачила Ким Тери од 1988. до 1989. године.

### Џејмс Рејфорд
Џејмс Рејфорд је противкандидат Блејку и Алексис на изборима за гувернера Колорада, који на крају побеђује. Лик је тумачио Роберт Харланд током 1988. године.

### Руди Ричардс
Руди Ричардс је полицајка, Зорелијева партнерка. Лик је тумачила Лу Бети Џуниор од 1988. до 1989. године.

### Вирџинија Метни
Вирџинија Метни је Кристалина млађа рођака која је сама одрастала након смрти оца. Једном је била у вези са Дексом, а касније са Адамом. Лик је тумачила Лиза Мороу од 1988. до 1989. године.

### Танер Макбрајд
Танер Макбрајд је свештеник који је био у вези са Семи Џо. Лик је тумачио Кевин Бернхарт током 1989. године.

### Вилијам Хендлер
Капетан Вилијам Хендлер је корумпирани полицајац који пуца на Блејка након што су његове сплетке откривене у финалу серије, а касније га убија Џон Зорели. Лик је тумачио Џон Брендон од 1988. до 1989. године.